# Sächsische Landesschule

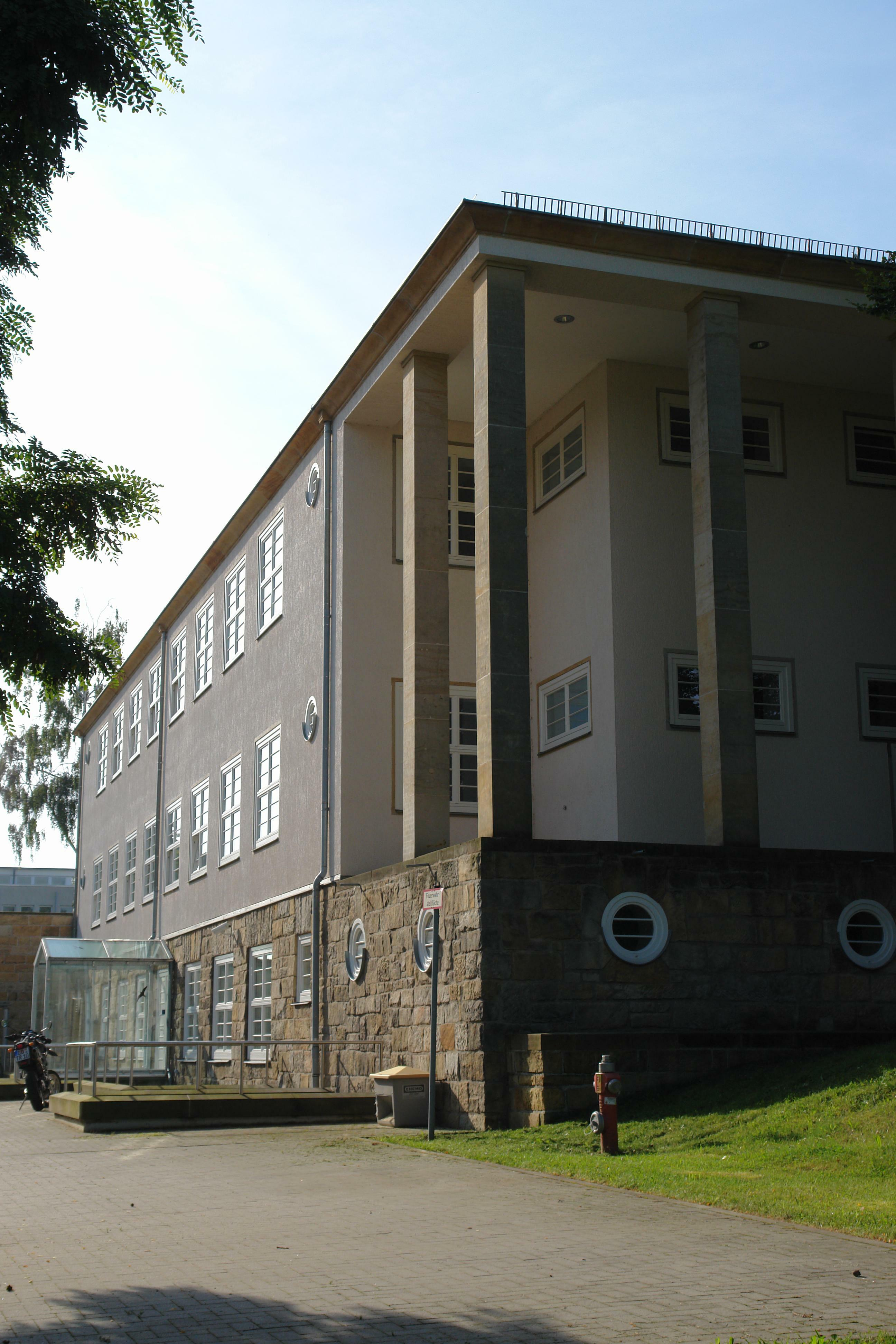
Sächsische Landesschule

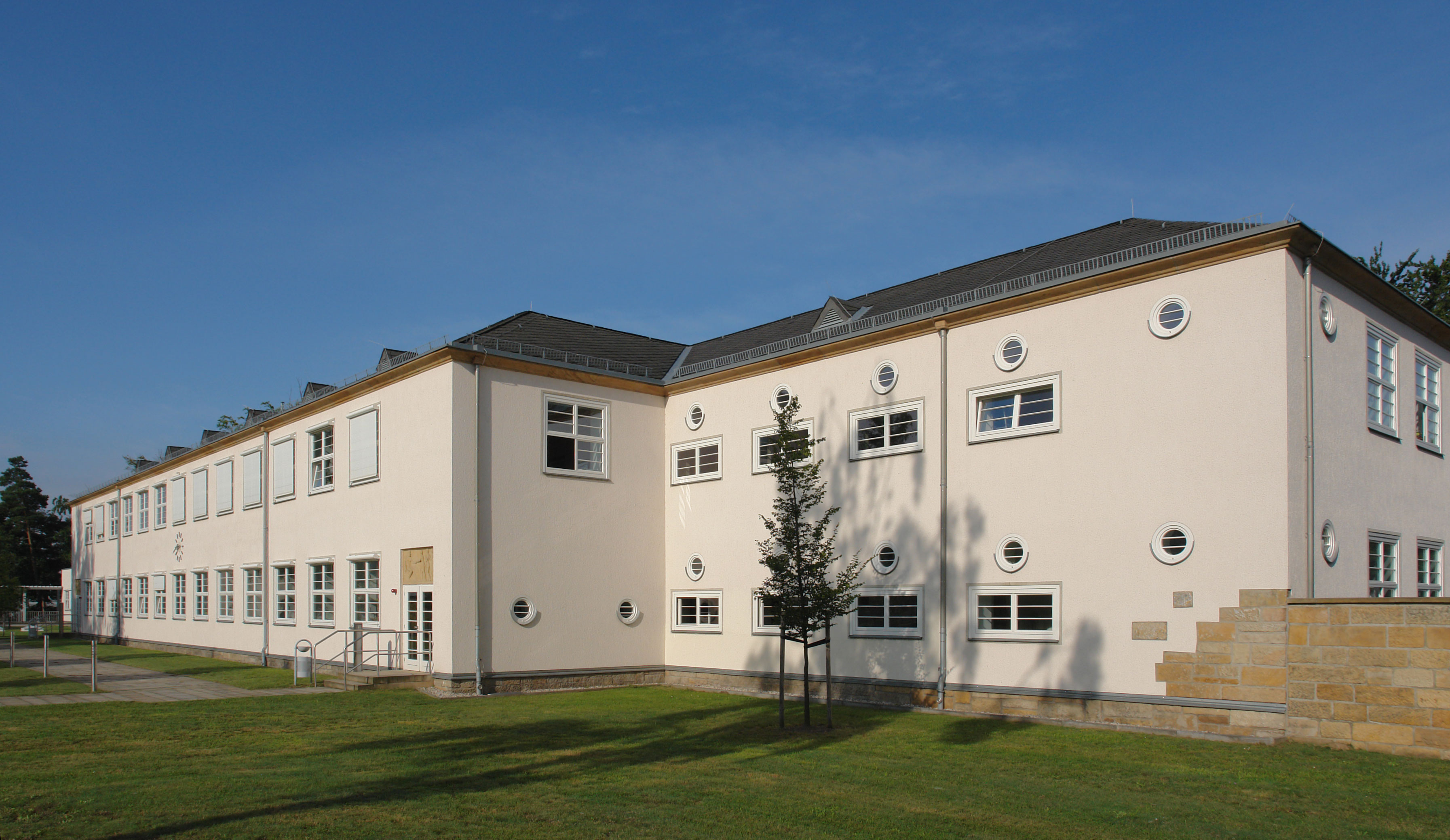
Sächsische Landesschule

Die Sächsische Landesschule war eine reformpädagogisch orientierte Schule an der Königsbrücker Straße auf dem Thümmelberg im Dresdner Stadtteil Klotzsche. Die Gebäude werden heute vom Institut für Arbeit und Gesundheit der Deutschen Gesetzlichen Unfallversicherung genutzt.

## Geschichte
Die Sächsische Landesschule wurde 1920 als Nachfolgeeinrichtung der aufgelösten Kadettenanstalt gegründet. Ziel war es, begabte Schüler im Geiste eines humanistisch-bürgerlichen Bildungsideals nach reformpädagogischen Grundsätzen auszubilden und zu erziehen. Im Jahre 1925 beschloss man den Bau einer neuen Internatsschule auf dem Thümmelsberg am Ortsrand von Klotzsche. Der Schulkomplex, zum Zeitpunkt seiner Entstehung größte Internatsschule Sachsens, bestand aus Unterrichts- und Wirtschaftsgebäuden, einer Aula, Sportanlagen sowie Schüler- und Lehrerwohnungen. Für die Realisierung konnten zwei renommierte Architekten gewonnen werden. Die Unterrichtsgebäude und Turnhalle entstanden nach Entwürfen von Oskar Kramer, die sechs Schülerwohnheime sowie das Festgebäude mit Mensa und Aula nach Plänen Heinrich Tessenows. 1926 ging sie in Funktion.
Im Zuge der nationalsozialistischen Bildungspolitik wurde die Landesschule 1934 geschlossen und diente nun als Nationalpolitische Erziehungsanstalt (NAPOLA). In diesem Zusammenhang erhielt sie nach dem am 12. Februar 1931 in Leipzig bei Auseinandersetzungen zwischen Nationalsozialisten und Kommunisten erschossenen Dresdner Hitlerjungen Rudolf Schröter den Namen Rudolf-Schröter-Schule. Ziel der Einrichtung war es, Führungsnachwuchs für den nationalsozialistischen Staat zu erziehen. Die Einrichtung war die einzige ihrer Art in Sachsen und vermittelte neben klassischen Unterrichtsfächern auch eine strenge ideologisch geprägte vormilitärische Ausbildung. 
Von 1945 bis 1992 dienten die Gebäude als Kaserne der sowjetischen Armee (11. Garde-Panzerdivision). Ab 1995 wurden die Bauten denkmalgerecht saniert und werden seit 2002 als Akademie der Deutschen Gesetzlichen Unfallversicherung (seit 2010: Institut für Arbeit und Gesundheit der Deutschen Gesetzlichen Unfallversicherung) genutzt. Ein Teil der Anlage beherbergt seitdem auch das Akademie-Hotel.

## Baubeschreibung
Der Gebäudekomplex ist in einem „einheitlichen monumentalen ... abstrahiert neoklassizistischen Stil mit klaren Formen“ nach dem Vorbild des etwa 15 Jahre älteren Festspielhauses Hellerau errichtet worden. Diesen Stil setzte Baumeister Heinrich Tessenow im Entwurf der Landesschule fort. Dabei folgte die sogenannte „konservative Moderne“  der Reformarchitektur aus der Zeit vor dem Ersten Weltkrieg und ergänzte diese um moderne Elemente. Weitere Dresdner Beispiele dieses Stils sind die von Otto Schubert erstellten Siedlungsbauten, das Deutsche Hygiene-Museum von Wilhelm Kreis (1929–1930) und das in den Jahren 1939–1940 errichtete Luftgaukommando in Dresden-Strehlen.
Alle Gebäude gruppieren sich symmetrisch um einen rechteckigen Hof. Diese waren Wirtschaftsgebäude, beherbergten die notwendigen Unterrichtsräume sowie die Schüler- und Lehrerwohnungen. Wandelgänge verbinden die Schülerwohngebäude miteinander. Ein sogenanntes „Festgebäude“ diente mit seinem Erdgeschoss als Mensa und besaß im Obergeschoss eine Aula. An der Hofseite befinden sich Pergolen aus Stahlbeton, die dem Hofbereich ein „einheitliches monumentales Erscheinungsbild“ geben.
Die Fassaden weisen nur wenig baukünstlerischen Schmuck auf. Im Hofbereich finden sich über den Türen Reliefplatten mit einer antiken Schulszene: ein Lehrer und drei nackte Knaben verkörpern gemeinsam mit einer Darstellung der Weltkugel und einer Friedenstaube das Ziel der humanistischen Bildung. Dekorative Ornamente wurden an den Pfeilerkapitellen am Haupteingang angebracht. Die Fassaden sind zum Großteil mit unterschiedlich farbigem Sandstein verkleidet, die Dächer wurden mit grauem erzgebirgischen Schiefer gedeckt. Die Gestaltung der Freiflächen erfolgte in den 1990er Jahren durch eine zurückhaltende Bepflanzung mit verschiedenen Stauden und eine Einbettung der Anlage in die angrenzende Dresdner Heide.